# Tom Hardy
Edward Thomas "Tom" Hardy (London, 15. rujna 1977.) je britanski filmski glumac. Poznat je po svojim ulogama u filmovima Pad crnog jastreba, RocknRolla, Bronson, Početak, Ratnik i Dečko, dama, kralj, špijun i Venom.Također je utjelovio zločinca Banea u filmu Vitez tame: Povratak, posljednjem filmu trilogije o Batmanu.

## Rani život
Hardy je, kao jedino dijete, rođen u Hammersmithu, predgrađu Londona. Njegova majka, Anne (rođena Barrett), je umjetnica i slikarica čija je obitelj bila irskog podrijetla, a otac, Edward "Chips" Hardy, je pisac komedija i reklama. Hardy je pohađao dvije privatne škole, Reed's School i Tower House School, te Richmond Drama School, a kasnije je išao i u Drama Centre London. Svoju karijeru je započeo ratnom dramom, dobivši ulogu americkog vojnika Johna Janoveca u nagrađivanoj HBO i BBC miniseriji Band of Brothers. Filmski privijenac je imao u ratnom trileru Pad crnog jastreba kojeg je režirao Ridley Scott.

## Karijera
2003. godine Hardy se pojavio u filmu Dot the i. Nakon toga je otputovao u Sjeverna Afriku kako bi glumio u filmu Simon: An English Legionnaire, priči o Francuskoj legiji stranaca. Iste godine je imao veliko dokazivanje u filmu Star Trek Nemesis kao Reman Praetor Shinzon. Poslije se vratio u Englesku gdje glumio u trileru  LD 50 Lethal Dose.
Onda su uslijedile kazališne predstave Blood i In Arabia We'd All Be Kings zbog koje bio nagrađen 2003. godine od strane London Evening Standard Theatrea nagradom Outstanding Newcomer. Hardy je 2005. godine glumio u BBC-evoj miniseriji The Virgin Queen kao Robert Dudley, prijatelj iz djetinstva Elizabete I. Miniserija prikazuje Dudleya i Elizabetu I. u romantičnoj aferi tijekom njezine vladavine Engleskom u 16. stoljeću. Iste godine je glumio u adaptaciji znanstvenofantastične serije A for Andromeda.
2007. godine glumi u drami Stuart: A Life Backwards, utemeljenoj prema istinitoj priči. Tu je imao glavnu ulogu Stuarta Shortera, beskućnika koji godinama biva zlostavljan i na kraju ubijen. U rujnu 2008. dobiva ulogu Zgodnog Boba, homoseksualnog gangstera, u filmu RocknRolla redatelja Guy Ritchiea. Hardy će reprizirati ulogu u nastavku pod nazivom The Real RocknRolla.
2009. godine ima glavnu ulogu u filmu Bronson o stvarnom zatvoreniku Charlesu Bronsonu koji je skoro cijeli svoj život proveo u samici. Za potrebe filma je trebao nabiti 19 kilograma mišića. U lipnju iste godine, Hardy glumi gangstera ovisnog o alkoholu i drogi u televizijskoj drami The Take. Zbog te uloge je bio nominiran za najboljeg glumca na dodjeli Crime Thriller Awards.
U kolovozu 2009. godine je glumio u televizijskoj miniseriji Wuthering Heights, igrajući ulogu Heathcliffa, klasičnog ljubavnog lika zaljubljenog u prijateljicu iz djetinstva Cathy koju je glumila Charlotte Riley. Prema britanskom tabloidu The Sun, Hardy je nakon završetka snimanja započeo vezu s Riley te ostavio svoju dvogodišnju partnericu i majku njegovog djeteta kako bi bio s njom. Charlotte Riley je opovrgnula te glasine.
2010. godine Hardy je dobio dobre kritike za ulogu Sama, alkoholičara koji pokušava zaboraviti svoju prošlost, u predstavi The Long Red Road. Predstava je održana u Goodman Theatreu u Chicagu, a režirao ju je Philip Seymour Hoffman. Iste godine je glumio u znanstvenofantastičnom trileru Početak kojeg je režirao Christopher Nolan. Zbog uloge Eamesa u tom filmu, dobio je BAFTA Rising Star Award.
U lipnju 2010. godine, Hardy je najavio da će glumiti u novoj verziji filma Pobješnjeli Max. U isto vrijeme je dobio i dvije nove uloge u filmovima Lawless i Vitez tame: Povratak.
2011. godine zamjenjuje Michaela Fassbendera u filmu Dečko, dama, kralj, špijun gdje glumi zajedno s Gary Oldmanom i Colinom Firthom. Iste godine ima glavnu ulogu u filmu Ratnik, priči o dvojci braće koji se zajedno bore na MMA turniru. Također je, godinu poslije, glumio u filmu  Neka bolji pobijedi kojeg je režirao McG. Hardy je glumio Tucka Hensona, jednog od dvojice glavnih protagonista, koji se bori protiv Fostera (Chris Pine), svojeg najboljeg prijatelja i CIA kolege, za ljubav Lauren Scott (Reese Witherspoon).
2012. godine je potpisao ugovor s filmskom kompanijom Warner Bros. Iste godine je najavio da će glumiti Al Caponea u trilogiji Cicero koju će režirati David Yates.

## Osobni život
Hardy se 1999. godine oženio sa Sarah Ward, a rastali su se 2004. godine. Ima jednog sina, Louisa Thomasa Hardya (rođen 8. travnja 2008.), kojeg je dobio s Rachael Speed, bivšom djevojkom. U jednom je intervju na pitanje da li je ikad spavao s muškarcem ili imao biseksualan odnos, odgovorio kako se "igrao sa svime i svakim", ali kaže da je sad u tridesetima i dosta mu je eksperimentiranja. U lipnju 2010. godine Hardy se zaručio s glumicom Charlotte Riley nakon jednogodišnje veze.
Također je imao problema s alkoholom i drogama u svojim srednjim dvadesetima. Čist je vec 9 godina otkako je bio na odvikavanju.

## Filmografija
- Pad crnog jastreba kao Lance Twombly
- Peaky Blinders kao Alfie Solomons
- Star Trek Nemesis kao Praetor Shinzon
- RocknRolla kao Zgodni Bob
- Bronson kao Michael Peterson/Charles Bronson
- Početak kao Eames
- Ratnik kao Tommy Riordan
- Dečko, dama, kralj, špijun kao Ricki Tarr
- Neka bolji pobijedi kao Tuck
- Vitez tame: Povratak kao Bane
- Lawless kao Forrest Bondurant
- Mad Max 4: Fury Road kao Max Rockatansky (snimanje)
- Cicero kao Al Capone (pretprodukcija)
- Child 44 kao Leo Demidov

## Vanjske poveznice
- Tom Hardy na Internet Movie Databaseu
- Tom Hardy na AllRovi
- Tom Hardy na Memory Alpha